# Ephestiasula intermedia
Ephestiasula intermedia är en bönsyrseart som beskrevs av Werner 1930. Ephestiasula intermedia ingår i släktet Ephestiasula och familjen Hymenopodidae. Inga underarter finns listade i Catalogue of Life.